# Roger Garaudy
Roger Garaudy (Marsella, França, 17 de juliol de 1913 - París, França, 13 de juny de 2012) era un escriptor, filòsof i polític francès, condemnat al seu país d'origen per les seves idees negacionistes.

## Biografia
Va néixer a Marsella en una família treballadora i va ser militant d'Acció Catòlica, les joventuts de la qual va arribar-ne a ser president. Va cursar estudis de filosofia a la Sorbona (París), doctorant-s'hi posteriorment. El 1953 es va doctorar per la Universitat de Moscou amb la tesi Théorie matérialiste de la conscience. Després del seu pas per Acció Catòlica, el 1933 es va afiliar al Partit Comunista Francès (PCF), en va formar part dels seus Comitès Central i Executiu des de 1945 i 1956 fins a 1970 i fou diputat per Tarn (1946-1951) i pel departament del Sena (1956-1958), i senador el 1959-1963. Durant deu anys, va ocupar la direcció del Centre d'Estudis i Investigacions Marxistes sent considerat com el més rellevant ideòleg marxista francès al costat de Louis Althusser, amb qui va mantenir dures polèmiques teòriques.
Es va significar pels seus intents de conciliació entre el marxisme i l'humanisme cristià, amb els representants més qualificats del qual va mantenir diàlegs públics. A partir de 1968, amb motiu dels successos de maig de 1968 i la Primavera de Praga a Txecoslovàquia, les seves divergències amb el PCF van resultar cada vegada més notòries i van provocar la seva expulsió del partit el 1970.
El 1981 es va presentar com independent a les eleccions presidencials franceses. Després de buscar el diàleg entre cristians i marxistes, es va desencantar de la deriva cultural d'Occident. Després del seu matrimoni amb la palestina Salma Farouqui, va impulsar el diàleg entre les religions abrahàmiques, primer, convertint-se a l'islam el 1982 i afirmant que l'Islam és la més ecumènica de les religions i que no establix separació entre la fe i la política, la raó, la justícia, els negocis i la família.
El 1998, Garaudy va ser condemnat pel Tribunal Correccional de París per un delicte de negació de crim contra la humanitat i difamació racial, condemnant-lo al pagament d'una multa de 130.000 francs a causa de les idees revisionistes, influïdes per Robert Faurisson, abocades en la seva obra Els mites fundadors de l'Estat d'Israel sobre el sionisme, idees ja esbossades en la seva obra Palestina, terra dels missatges divins publicat el 1986 a França. En Els mites fundadors de l'Estat d'Israel, Garaudy qualifica com a mite lextermini de sis milions de jueus i nega la pertinença d'emprar el terme genocidi perquè, afirma, prefereixo parlar d'una massacre atroç que de genocidi. Va presentar recurs i va ser condemnat el 1999 a sis mesos de presó amb suspensió de pena i una multa de 150.000 francs.

## Obra
- Les sources françaises du socialisme scientifique (1948)
- Le manifieste du parti communiste: révolution dans l'histoire de la pensée socialiste (1952)
- Théorie matérialiste de la connaissance (1953)
- Mesaventures de l'anti- marxisme. Les malheurs de M. Ponty (1956)
- Humanisme marxiste (1957)
- Questions à Jean-Paul Sartre, precedees d'une leerte ouverte (1960)
- Dieu est mort, PUF, París (1962)
- Qu’est-ce que la morale marxiste? (1963)
- Karl Marx, Seghers, París (1965)
- Marxisme du s-XXe, La Palatine, París-Genève, 1966
- Le Problème chinois (1967)
- Lénine, PUF, Paris (1968)
- Pour un réalisme du XXe siècle. Etude sur Fernand Léger (1968)
- Pour un modèle Français du Socialisme (1968)
- Le Grand tournant du socialisme, Gallimard, París (1969)
- Marxistes et chrétiens face à face, en collaboration avec Q. Lauer, Arthaud, París, 1969
- Toute la vérité (1970)
- Reconquête de l'espoir, Grasset, París (1971)
- L'Alternative, Robert Laffont, París, 1972
- Parole d'homme (1975)
- Pour un dialogue des civilisations Denoël (1977)
- Appel aux vivants, Éditions du Seuil, París (1979)
- L'Affaire d'Israël (1980 environ)
- Appel aux vivants (1980)
- Promesse d'Islam (1981)
- Pour l'avènement de la femme, Albin Michel, París (1981)
- Biographie du s-XXe, Tougui, París, 1985
- Les Fossoyeurs. Un nouvel appel aux vivants, L'Archipel, París, 1992
- Mon tour du siècle en solitaire, mémoires, Robert Laffont, París (1989)
- Intégrismes (1990)
- Les Orateurs de la Révolution française (1991)
- À Contre - Nuit (1992)
- Avons-nous besoin de Dieu ?, introduction de l'abbé Pierre, Desclée de Brouwer, Paris (1993)
- Souviens-toi : brève histoire de l'Union soviétique, Le Temps des cerises, Pantin (1994)
- Vers une guerre de religion ? Débat du siècle, Desclée de Brouwer, París (1995)
- L'Islam et l'intégrisme, Le Temps des cerises, Pantin (1996)
- Les Mythes fondateurs de la politique israélienne, Librairie du savoir, París (1996)
- Grandeur et décadences de l'Islam, Alphabeta & chama, París (1996)
- Mes témoins, Editions A Contre-Nuit, París, 1997
- Le Procès de la liberté, en collaboration avec J. Vergès, Vent du large, París, 1998
- L'Avenir, mode d'emploi, Vent du large, Paris, 1998 http://abbc.net/garaudy/french/avenir/index.htm Arxivat 2007-09-28 a Wayback Machine.
- L'Islam en Occident, Cordoue capitale de l'esprit, L'Harmattan, París (2000)
- Le Terrorisme occidental, Al-Qalam, Luxemburg, (2004)